# Ikbal
Ikbal var en osmansk titel som användes för gemåler (konkubiner eller hustrur) till det Osmanska rikets sultaner.
Det var i allmänhet den mellersta hierarkin för sultanens gemåler, som var slavkonkubiner. Ikbal stod högre än gözde, men lägre än 
Kadın.